# دانشگاه پلیس
دانشگاه پلیس (به لاتین: Polis University) یک دانشگاه در آلبانی است که در تیرانا واقع شده‌است.